# Ludwig Schupmann

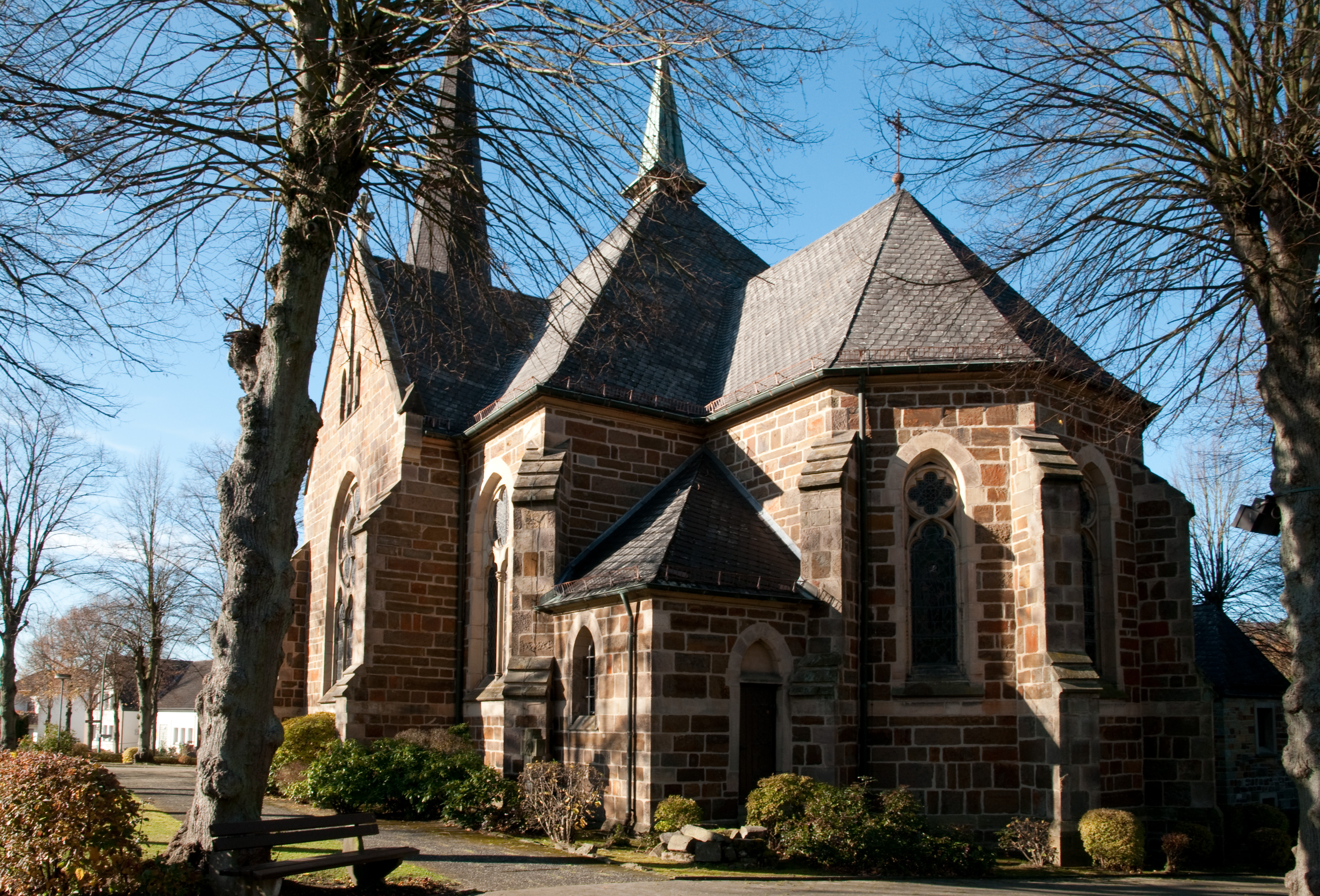
Pfarrkirche St. Johannes in Allagen, von Ludwig Schupmann 1887 entworfen

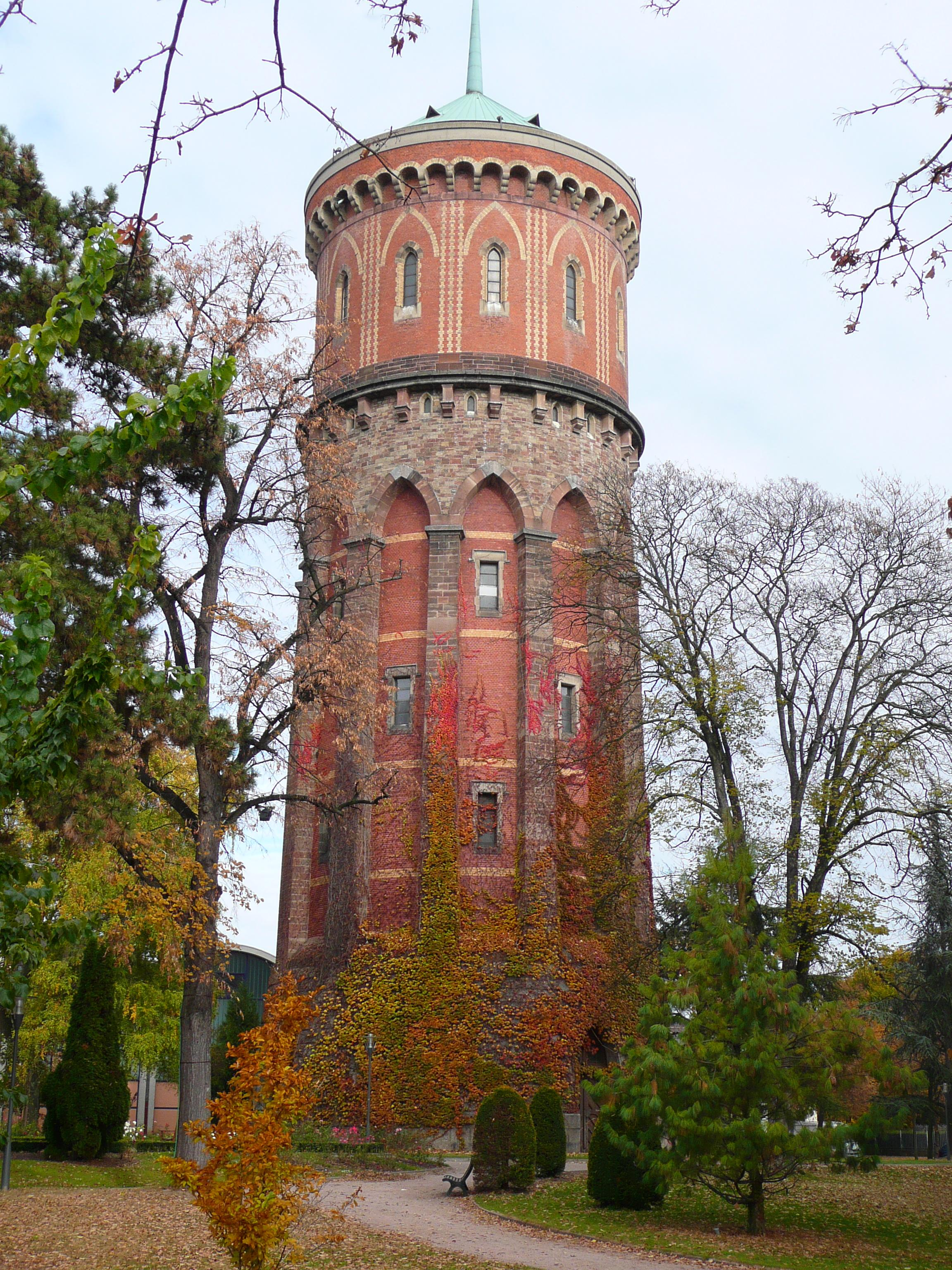
Wasserturm in Colmar, von Ludwig Schupmann 1883 entworfen

Ludwig Ignaz Schupmann (* 23. Januar 1851 in Geseke; † 2. Oktober 1920 ebenda) war ein deutscher Architekt und Hochschullehrer, der außerhalb seiner beruflichen Tätigkeit als Konstrukteur von Teleskopen hervortrat. Bekannt wurde er durch die von ihm entworfenen Schupmann-Kandelaber und durch das von ihm konstruierte Schupmann-Medial-Fernrohr (ein Hybrid aus Linsen- und Spiegelfernrohr).

## Leben

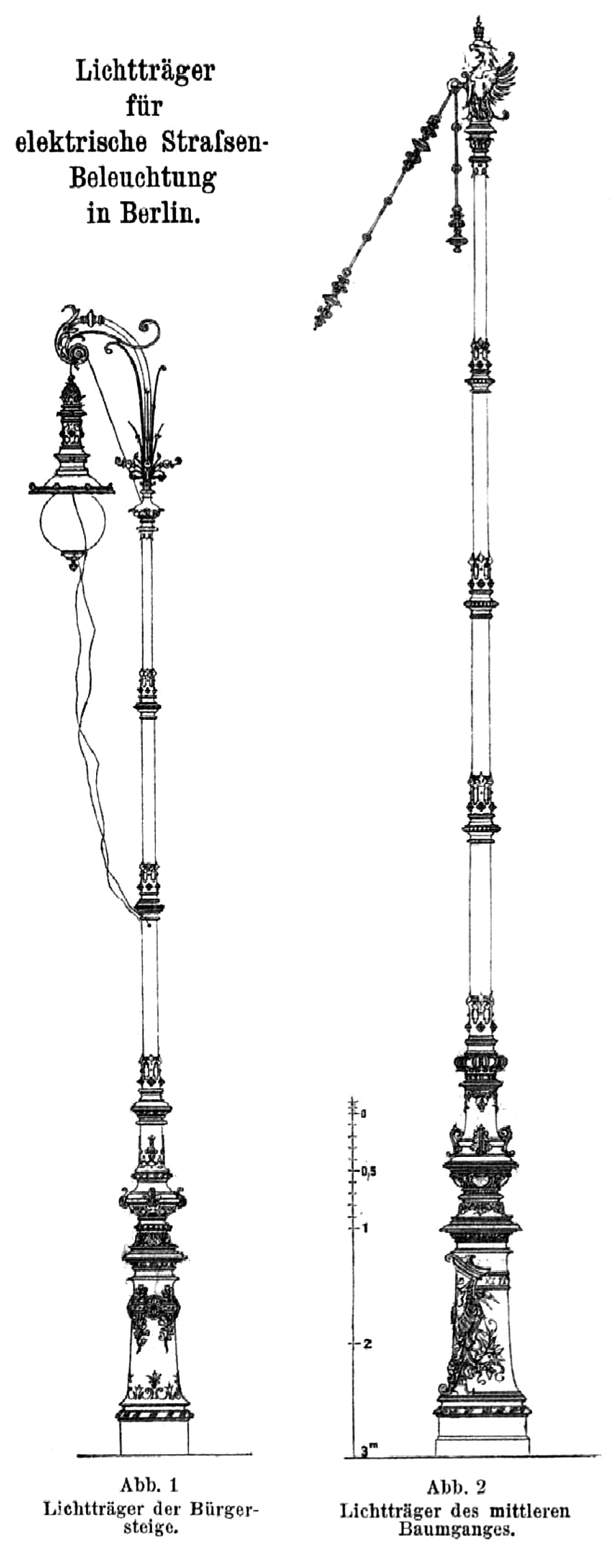
Entwurf der Schupmann-Kandelaber von 1888

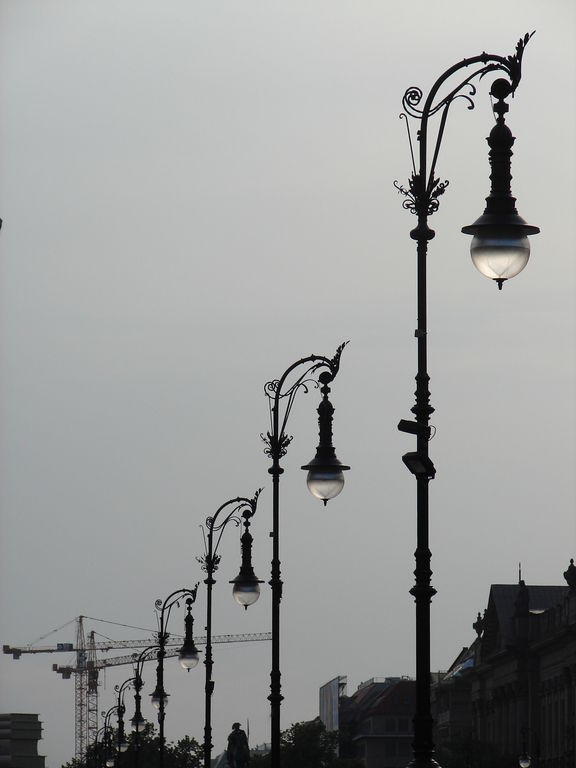
Nachbau des Schupmann-Kandelabers Unter den Linden (Bild von 2006)

Schupmann studierte Architektur an der Technischen Hochschule Aachen. Nach seinem Abschluss beschäftigte er sich vor allem mit der Gestaltung von öffentlichen Gebäuden, wobei ihm zahlreiche Auszeichnungen zuteilwurden und er 1881 zum Regierungsbaumeister ernannt wurde. Aufgrund seiner Talente und angeeigneten Kenntnisse seit April 1881 erhielt er neben Karl Bethge (1847–1900) sowie weiteren am 17. Juni 1882 eine Reise-Prämie von 1800 Mark zugesprochen. Zweckbestimmung war, eine längere Studienreise zur Vervollkommnung der Ausbildung zu ermöglichen.
Im Jahr 1887 gewann Schupmann einen Berliner Wettbewerb für die Gestaltung repräsentativer Bogenlampen-Kandelaber, die nach ihm benannt wurden.
1889 wurde Schupmann zum Ordinarius für Hochbau an die Technische Hochschule Aachen berufen und später zum Geheimen Baurat ernannt. Nach seiner Berufung an die Hochschule hat er bis auf eine Ausnahme nicht mehr an Wettbewerben teilgenommen.
Sein Neffe war der westfälische Heimatforscher Josef Lappe.

## Bauten und Entwürfe
- 1880: Vereinshaus für die Berliner Kunstgenossenschaft (Entwurf, Schinkelpreis des Architekten- und Ingenieur-Vereins zu Berlin)[4]
- 1882: Reichstagsgebäude in Berlin (Entwurf, dritter Preis im Wettbewerb zum deutschen Reichstagsgebäude)[5][6][7]
- 1883: Hochreservoir (Wasserturm) der Stadt-Wasserleitung in Colmar[8][9]
- 1884: Entwürfe zur Bebauung der Museumsinsel in Berlin[10][11]
- 1885: Rathaus in Nauen (Entwurf;[12] ausgeführt wurde der preisgekrönte Entwurf von Hartung & Schultze)
- 1887: Pfarrkirche St. Johannes in Allagen, heute Ortsteil von Warstein[13]
- 1890: Kreuzbergkapelle auf dem Loermund in Sichtigvor, heute Ortsteil von Warstein
- 1895: Empfangsgebäude des Bahnhofs Osnabrück (Entwurf zusammen mit Bergmann, nach Überarbeitung von Hermann Eggert ausgeführt)[14]
- Grundriss-Skizzen und Entwürfe für das Reiff-Museum in Aachen (erbaut 1906–1908)[15]

## Schupmann-Kandelaber
Im Jahr 1882 wurde in Berlin die elektrische Straßenbeleuchtung am Potsdamer Platz und in der Leipziger Straße in Betrieb genommen. Die Firma Siemens & Halske lieferte insgesamt 36 Kohlebogenlampen.
Im November 1887 schrieb die Stadt Berlin einen beschränkten Wettbewerb für die Gestaltung von reich verzierten Bogenlampen-Kandelabern für den Boulevard Unter den Linden aus, den Ludwig Schupmann gewann. Insgesamt wurden 104 Lampen mit einer Lichtpunkthöhe von 8 m nach diesem Entwurf gebaut und im Jahr 1888 Unter den Linden, auf dem Pariser Platz, auf dem Opernplatz und der Kaiser-Wilhelm-Straße aufgestellt, die später nach ihrem Schöpfer als Schupmann-Kandelaber benannt wurden.
Vor den Olympischen Spielen 1936 wurden die Schupmann-Kandelaber Unter den Linden durch sogenannte Biedermeierleuchten ersetzt. Lediglich am Pariser Platz und am Opernplatz blieben wenige Schupmann-Kandelaber erhalten. Nach dem Zweiten Weltkrieg war ein großer Teil der Berliner Schmuck-Kandelaber schwer beschädigt oder zerstört. Sie mussten abgebaut und durch schlichte moderne Lampen ersetzt werden. Nachbauten des einflammigen Schupmann-Kandelabers wurden 1992 am Pariser Platz und 1998 Unter den Linden aufgestellt. Auf dem Pariser Platz und auf dem Platz vor dem Brandenburger Tor wurden etwas später Nachbauten zweiflammiger Schupmann-Kandelaber aufgestellt.

## Astronomie und Teleskop-Entwicklung
Neben der Architektur galt Schupmanns besonderes Interesse der Astronomie und der Technik von Teleskopen. Er beschäftigte sich intensiv mit der Verbesserung von Fernrohren. Dazu ersann er ein Korrektursystem, das die Farbfehler der Linsen kompensierte.
Schupmann beabsichtigte, große Teleskope mit Objektivöffnungen von mehr als 1 m für den professionellen Einsatz an Observatorien herzustellen, was sich allerdings nicht realisieren ließ. Obwohl Schupmann-Medial-Fernrohre mit Öffnungen bis zu 38,5 cm mit hervorragenden Abbildungseigenschaften hergestellt wurden – der Mondbeobachter Philipp Fauth benutzte ein solches Gerät – und sogar noch 1950 von Edwin Rolf in Rathenow ein Riesen-Brachymedial mit immerhin 70 cm Öffnung gebaut und mit Maksutov- und Schmidt-Kamera für Forschungszwecke verglichen wurde, konnte sich dieser Fernrohrtyp aufgrund der relativ hohen Lichtverluste in der Optik nicht durchsetzen. Ab 1911 – mit der Inbetriebnahme eines 1,5 m großen Teleskops am Mount-Wilson-Observatorium – traten die Reflektoren (Spiegelteleskope) ihren Siegeszug an.
In den USA existieren jedoch noch heute regelrechte Fangemeinden von Amateurastronomen, die Schupmann-Medial-Fernrohre selber bauen. Die Geräte eignen sich besonders zur Beobachtung der Planeten und des Mondes.
Zu Schupmanns Gedenken wurde ein Krater auf dem Mond benannt. Auf Initiative der amerikanischen Schupmann-Fangemeinde bekam der Asteroid 1990BC1 im Dezember 2007 den Namen „(5779) Schupmann“.

## Schriften
- Die Medial-Fernrohre. Eine neue Konstruktion für große astronomische Instrumente. B. G. Teubner Verlag, Leipzig 1899 (eingeschränkte Vorschau in der Google-Buchsuche).
- Architectonische Entwürfe, angefertigt von Studierenden der Königlichen Technischen Hochschule zu Aachen unter Leitung von L. Schupmann. 48 Blatt in Lichtdruck. Komm.-Verlag der Mayer’schen Buchhandlung, Aachen 1903.[24]
- Das Medial-Fernrohr zu Landstuhl. In: Astronomische Nachrichten, 1913, Band 196, S. 101, doi:10.1002/asna.19131960803; bibcode:1913AN....196..101S.